# Interpretació (lògica)
En lògica, una interpretació és una assignació de significats a les fórmules ben formades d'un llenguatge formal. Com els llenguatges formals poden definir en termes purament sintàctics, les seves fórmules ben formades poden no ser més que «dibuixets» sense cap significat. Una interpretació atorga significat a aquestes fórmules. L'estudi general de les interpretacions dels llenguatges formals es diu semàntica formal.
Una interpretació moltes vegades (però no sempre) permet determinar el valor de veritat de les fórmules ben formades d'un llenguatge. Si una interpretació assigna el valor de veritatveritablea una fórmula o diverses fórmules, llavors es diu que la interpretació és un model d'aquesta fórmula o d'aquestes fórmules.